# Trenó

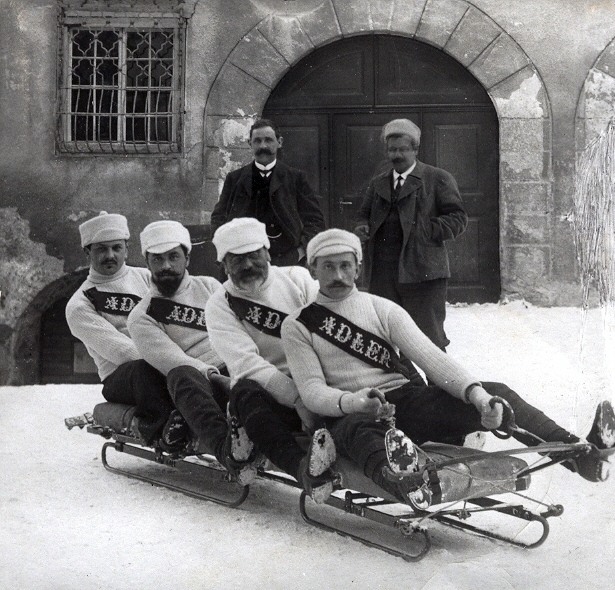
Trenó em Davos, na Suíça

O trenó (do francês traîneau), também designado por tobogã (do algonquiano, através do francês canadense tabagan e do inglês toboggan), é um veículo utilizado para transporte de pessoas e mercadorias sobre o gelo. Pode ter tracção humana, animal ou motorizada.

## Descrição

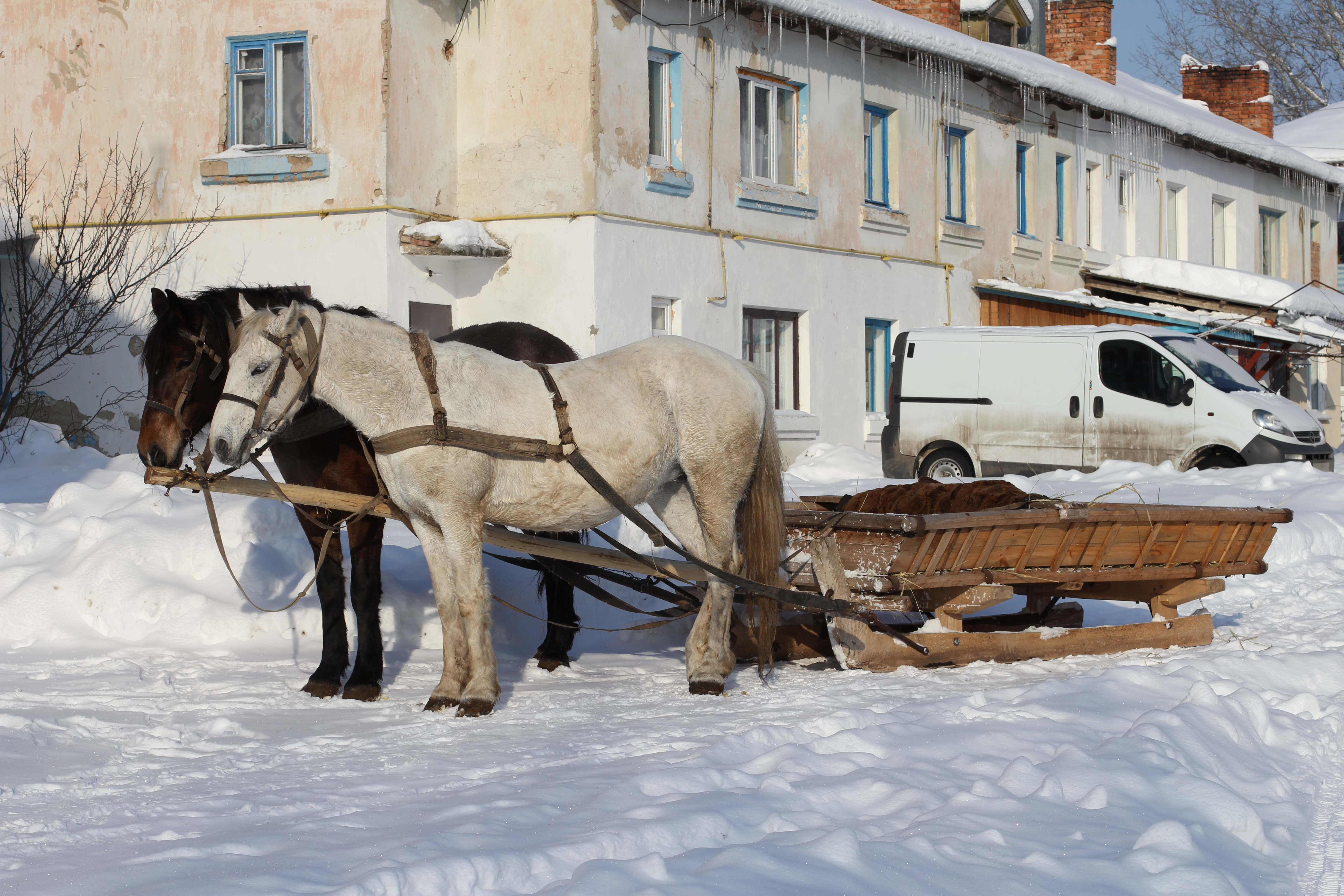
Trenó puxado por cavalos perto de Vinnytsia, na Ucrânia

Trata-se de um veículo sem rodas que se faz deslizar sobre o gelo e também sobre a neve, construído com estreitas e longas tiras de madeira ou metal. Constitui o principal meio de transporte dos países frios durante o período do Inverno, quando as estradas ficam densas de neve. Serve também para praticar desporto ou na sua forma mais simples é utilizado para recreação tanto de crianças quanto de adultos. 

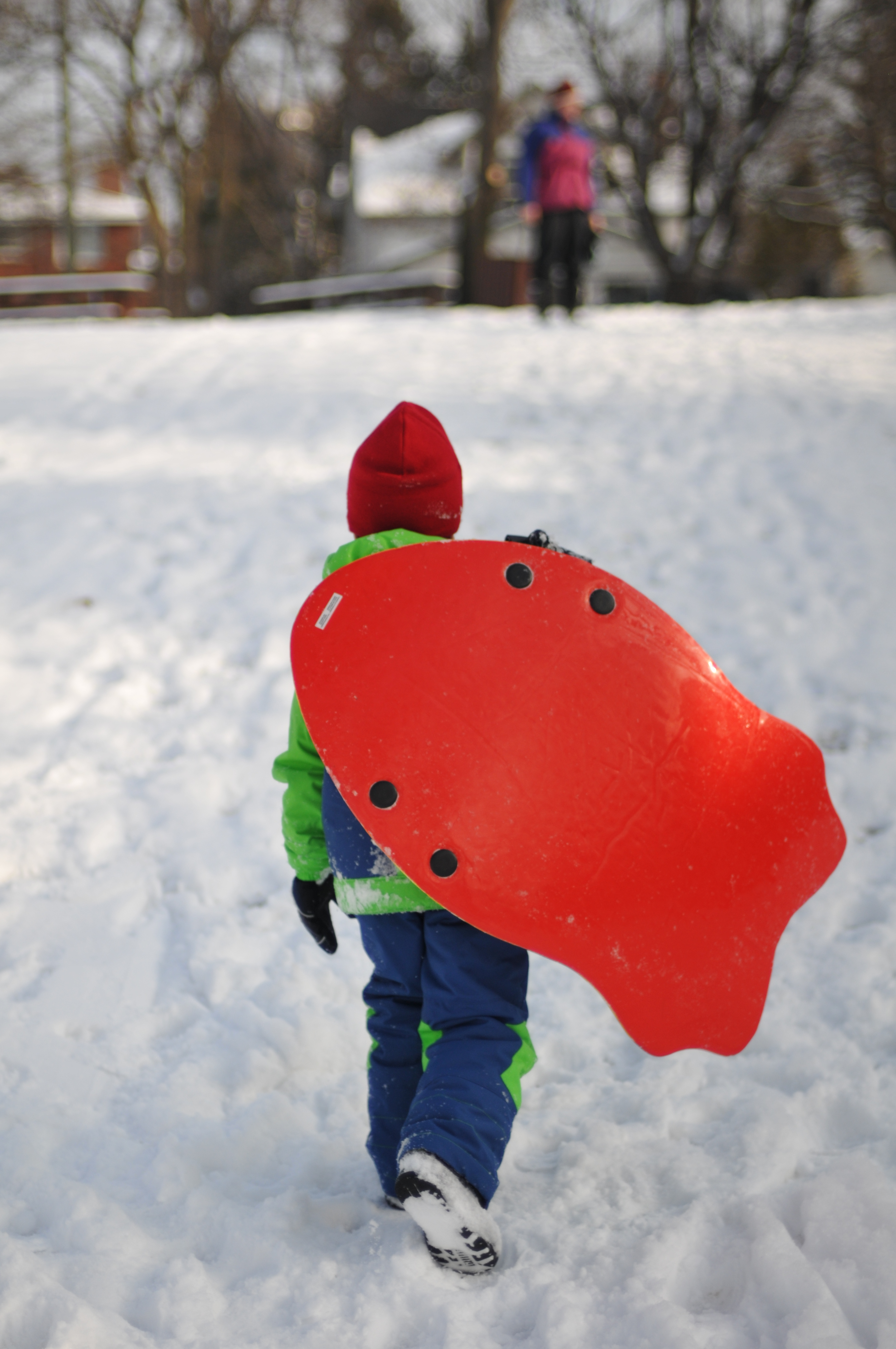
Criança canadense carregando seu tobogã moderno, Dezembro de 2010.